# サン＝ジョルジュ＝デ＝ギャルド
サン＝ジョルジュ＝デ＝ギャルド （Saint-Georges-des-Gardes）は、フランス、ペイ・ド・ラ・ロワール地域圏、メーヌ＝エ＝ロワール県のかつて存在したコミューン。

## 地理
モージュ地方にあるアンジューのコミューンで、シュミエの南にある。県道160号線が北のシュミエから南のトレマンティーヌやショレへと通っている。
地質学的には、コミューンの形状は北に向かって伸びる平野から構成される。コミューンの南側はピュイ・ド・ラ・ギャルド丘陵の南側斜面となっている。

## 由来
シュミエの特許状台帳には、我々が教区の名前の進化を推測できる、異なるバージョンの地名が記されている。1107年にSanctus Georgius de Podio Garde、1120年にSanctus Georgius de Podio quod dicitur de Garda、1231年にSanctus Georgius ad montem de la Guarde、1476年にSaint Georges du Puy de la Gardeとなった。
1793年と1801年にはSaint Georges du Puy de la Gardeであった。そして1973年にレ・ギャルド（Les Gardes）と合併し、Saint-Georges-des-Gardesとなった · 。
レ・ギャルドは1851年よりコミューンとなっていた。

## 歴史
1851年、サン＝ジョルジュ＝デュ＝ピュイ＝ド＝ラ＝ギャルド（Saint-Georges-du-Puy-de-la-Garde）からレ・ギャルドが分離し、単独でコミューンとなった。1973年にレ・ギャルドはサン＝ジョルジュと合併し、サン＝ジョルジュ＝デュ＝ギャルドとなった · 。
2014年、自治体間連合レジオン・ド・シュミエに加盟するコミューン全てが合併する案が浮上した。2015年7月2日、自治体間連合に加盟する全てのコミューン議会でコミューン・ヌーヴェル（fr、サルコジ政権時代に成立したフランス国家領土改革法によって、合併して誕生したコミューンの名称）創設の合否を採決、2015年12月15日に新たにシュミエ＝アン＝アンジューが誕生することになった。

## 人口統計
| 1962年 | 1968年 | 1975年 | 1982年 | 1990年 | 1999年 | 2006年 | 2012年 |
| ------ | ------ | ------ | ------ | ------ | ------ | ------ | ------ |
| 799    | 827    | 1228   | 1284   | 1497   | 1448   | 1583   | 1611   |

source=1999年までLdh/EHESS/Cassini、2004年以降INSEE